# 8 f.Kr.
8 f.Kr. var ett normalår som började en onsdag i den proleptiska julianska kalendern, men i verkligheten antingen ett normalår som började en fredag eller lördag, eller ett skottår som började en torsdag i den julianska kalendern (se skottårsfelet i den julianska kalendern för mer information).

## Födda
- Wang (Han Ping), kinesisk kejsarinna.

## Avlidna
- 27 november – Quintus Horatius Flaccus, romersk poet och satiriker (född 65 f.Kr.)
- Maecenas, romersk politiker och konstmecenat
- Xu (Han Cheng), kinesisk kejsarinna.